# In for the Kill (canción de La Roux)
«In for the Kill» (en español: A «matar») es una canción de género electropop del dúo inglés La Roux, de su álbum debut homónimo, La Roux; escrita y producida por Elly Jackson y Ben Langmaid, fue lanzada como el segundo sencillo del álbum en el Reino Unido, llegando a la segunda posición del UK Singles Chart. Skream, de género dubstep hizo dos remixes de la pista.
Fue una de las canciones nominadas en la categoría Mejor Canción Bailable de los Premios Grammy de 2011.

## Vídeo
El vídeo de la canción fue producido por Sarah Tognazzi bajo la dirección de Kinga Burza. El vídeo inspirado en los '80 muestra a Jackson cantando la canción mientras conduce un Toyota MR2. Éste comienza con Jackson manejando por una ruta oscura durante la noche. Al empezar el coro, ella se pone unas gafas de sol, para luego quitárselas cuando el coro finaliza. Durante la sección instrumental, ella agita su mano fuera del auto por la ventana y al mismo tiempo se observa el camino y la luna cubierta de nubes. Jackson continúa manejando hasta que se topa con otra versión de ella misma parada a la mitad del camino. El vídeo termina con Jackson manejando el coche con sus ojos resplandeciendo de blanco.
Un segundo vídeo musical fue lanzado el 7 de octubre de 2010, cantando con una pista vocal un poco diferente que la original. Fue filmada en el Hotel Chelsea de la ciudad de Nueva York, antigua estancia para muchos músicos.